# Marie Guy-Stéphan
Marie-Antoinette Guy-Stéphan, (París, 18 de noviembre de 1818 - París, 20 de agosto de 1873), conocida en la danza como Marie Guy-Stéphan, o madame Guy-Stéphan, o la Guy, fue una bailarina francesa que triunfó en los teatros de España, entre los años 1843 y 1851. En el Teatro del Circo de Madrid logró éxitos apoteósicos, siendo muy aplaudida por personalidades como la reina Isabel II de España, o el marqués de Salamanca.

## Biografía
Debutó en los coros de la Ópera de París y seguidamente en el ballet del Gran Teatro de Burdeos. Llegó a Madrid en 1843, con 25 años, actuando en el Teatro del Circo.
Sus pasos iniciales eran de ballet clásico, en adaptaciones de obras como El lago de las hadas. Pero en España se interesó por bailes españoles y aprendió los pasos de la escuela bolera de baile, y el uso de castañuelas, logrando una maestría que la igualaba a las mejores bailarinas andaluzas.

## Retratos
Se conservan numerosas litografías y grabados representando a Marie Guy-Stéphan bailando. Por ejemplo, una cromolitografía británica, fechada en septiembre de 1842, donde aparece marcando un paso de cracoviana.

En la revista madrileña La Ilustración, del 23 de marzo de 1850, se publicó un grabado de "Madama Guy Stephan en el baile titulado La Aurora", en posición de equilibrio sobre la punta de su pie derecho. En el texto se decía: "... lámina dedicada a la graciosa bailarina, la señora Guy Stephan, que acaba de volver a pisar el escenario del Circo, donde tantos y tan repetidos triunfos consiguió..."

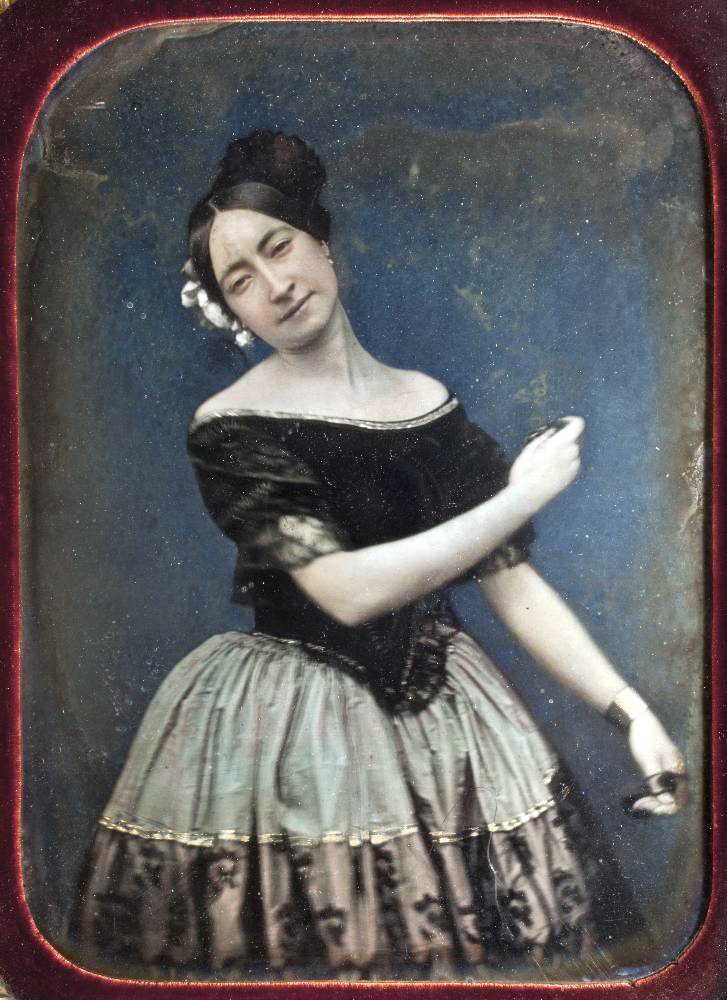
Retrato al daguerrotipo de una bailarina bolera, con castañuelas, hacia el año 1850. Podría ser la Guy (Marie Guy-Stéphan), que actuaba en el Teatro del Circo, en Madrid. Fototeca del IPCE.

También existe un extraordinario retrato al daguerrotipo de una bailarina con castañuelas, hacia el año 1850, que se ha señalado que muy probablemente corresponda a Marie Guy-Stéphan,